# Пара (щат)
Вижте пояснителната страница за други значения на Пара.
Пара̀ (на португалски: Pará) е един от 26-те щата на Бразилия. Пара е разположен в северната част на страната. Столицата му е град Белем. Пара е с обща площ от 1 247 689,52 кв. км и население 7 110 465 души (2006).

## История
През 1616 г. португалски колонисти колонизират щата. Преди това английски и нидерландски мореплаватели са минавали покрай щата.

## Административно деление
Щатът се поделя на 6 региона, 22 микрорегиона и 143 общини.

## Население
7 110 465 (2006)
Урбанизация: 75,2% (2006)
Расов състав:
- мулати – 4 988 000 (69,9%)
- бели – 1 641 000 (23,0%)
- чернокожи – 470 000 (6,6%)
- азиатци и индианци – 35 000 (0,5%)